# Mosche Arens

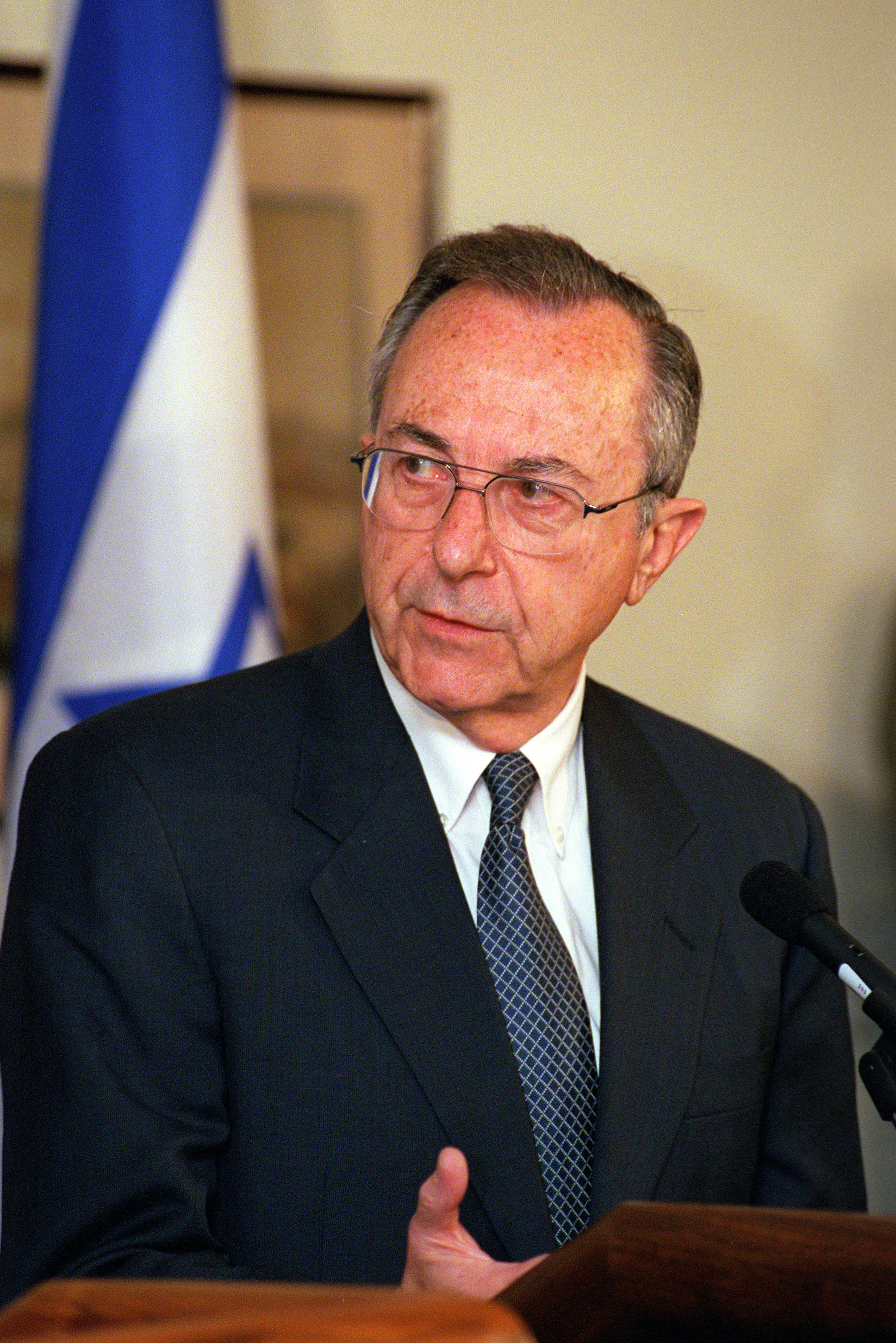
Mosche Arens (1999)

Mosche Arens (hebräisch משה ארנס; geboren am 27. Dezember 1925 in Kaunas, Litauen; gestorben am 7. Januar 2019 in Savjon, Israel) war ein israelischer Politiker und Flugingenieur. Er war Mitglied des Likud, dreimal israelischer Verteidigungsminister und von 1988 bis 1990 Außenminister Israels. Später war Arens Vorsitzender des International Board of Governors des Universitätszentrums Ariel in Samarien.

## Leben
Mosche Arens’ Mutter war Zahnärztin und sein Vater ein Geschäftsmann. 1939 wanderte er mit seiner Familie in die USA aus und wurde amerikanischer Staatsbürger. Arens ging in New York zur Schule und machte seinen Bachelor of Science in Maschinenbau am Massachusetts Institute of Technology.
In den Jahren 1944 bis 1946 diente er im Pionierkorps des Heeres der Vereinigten Staaten im Zweiten Weltkrieg. 1948, als Israel seine Unabhängigkeit errang und sich im Palästinakrieg gegen die Araber behauptete, machte Arens Alija nach Israel aus und wurde Mitglied der Irgun-Einheiten, welche von Menachem Begin geführt wurden. Hier war er von 1948 bis 1949 auch Nordafrika-Abgesandter der Irgun. Mit Begin war er während seiner gesamten politischen Karriere verbunden.
Arens war verheiratet und Vater von vier Kindern, er sprach Englisch, Französisch und Deutsch. Nach dem Krieg wohnte er in dem Moschav Schittufi Mevo Beitar, kehrte aber im Jahre 1951 in die USA zurück, wo er 1953 bei Qian Xuesen seinen Master in Luftfahrttechnik am California Institute of Technology machte. Von 1962 bis 1971 war er stellvertretender Generaldirektor der israelischen Luftfahrtindustrie. Nach seinem Eintritt in die Politik und seiner Wahl für den Likud in die Knesset 1974 wurde er Vorsitzender des Außen- und Verteidigungsausschusses.
1982 wurde Arens von Begin zum Botschafter in den USA ernannt. Dort nahm er gegen die Washington Post Stellung, deren Berichterstattung über Israel er als die „negativste“ in den gesamten Vereinigten Staaten emfand. Er wechselte von diesem Posten 1983 ins Verteidigungsministerium über, wo er Ariel Scharon als Minister ablöste. Im April 1984 musste er nach der Ermordung festgenommener Entführer der Egged-Linie 300 in der Affäre um Bus 300 eine geheimdienstinterne Untersuchung anordnen. Danach wurde er Minister ohne Zuständigkeitsbereich in der Regierung der nationalen Einheit.
Im Dezember 1988 wurde er Außenminister im Kabinett Jitzhak Schamirs. Diesen Posten hatte er bis Juni 1990 inne, als er von Schamir abermals zum Verteidigungsminister ernannt wurde. In dieser Funktion agierte er bis 1992, als der Likud die Wahlen verlor. Arens zog sich danach bis 1999 aus der Politik zurück, als er seinen Schützling Benjamin Netanjahu in der Likud-Führung herausforderte. Obwohl er nur 18 Prozent der Stimmen erhielt, berief ihn Netanjahu im Januar 1999 als Verteidigungsminister ins Kabinett, wobei er Jitzhak Mordechai ablöste. Als der Likud 1999 die Wahlen verlor, zog Arens sich aus der Politik zurück.
Arens wurde als Hardliner in Bezug auf die palästinensisch-israelischen Beziehungen angesehen, so war er auch in der innerparteilichen Opposition zum Abkoppelungsplan Scharons und versuchte, die Likud-Mitglieder von seiner Position zu überzeugen. Als ehemaliger außerordentlicher Professor der Luftfahrttechnik am Technion (Israel Institute of Technology) hat er eine Reihe von Artikeln über Antrieb und Flugmechanik verfasst.
Im Ruhestand widmete sich Arens vor allem der Erforschung und Erinnerung an die Geschichte des jüdischen Militärverbandes (ŻZW). Dieser war als revisionistisch-zionistische Untergrundbewegung an der Seite der besser bekannten jüdischen Kampforganisation ŻOB im Warschauer Ghettoaufstand aktiv. Arens war Autor einer Reihe von Artikeln zu diesem Aufstand sowie des Buchs Flags over the Ghetto, welches auf Hebräisch, Polnisch und Englisch erschienen ist. Historiker, welche mit der Materie bekannt sind, insbesondere die polnisch-israelische Forschergruppe um Dariusz Libionka und Laurence Weinbaum, haben Arens' Ergebnisse und die Methodologie seiner Forschung angezweifelt.